# Menahem Golan
Menahem Golan (Tiberias, 31 de maio de 1929 - Jafa, 8 de agosto de 2014) foi um diretor e produtor de cinema israelense.
Ele é mais conhecido como co-proprietário, com seu primo Yoram Globus, do The Cannon Group, uma empresa que se especializou em filmes americanos de baixo custo médio durante a década de 1980, depois que Golan e Globus alcançaram um sucesso significativo como cineastas em seu país natal Israel durante a década de 1970.
Golan produziu filmes com estrelas como Sean Connery, Sylvester Stallone, Chuck Norris, Jean-Claude Van Damme e Charles Bronson.

## Obra

### Direção
- De Volta da Índia (2002)
- Falcão - O campeão dos campeões (1987)
- Comando Delta (1986)
- Operação Thunderbolt (1977)

### Produção
- De Volta da Índia (2002)
- Cyborg - O Dragão do Futuro (1989)
- O Fantasma da Ópera - O Filme (1989)
- Gor e os Guerreiros Selvagens (1988)
- Um Grito no Escuro (1988)
- Os Bárbaros (1987)
- Desejo de Matar 4 - Operação Crackdown (1987), produtor executivo
- Armação Perigosa (1987)
- Superman IV - Em Busca da Paz (1987)
- Mestres do Universo (1987), produtor
- Barfly - Condenados pelo Vício (1987)
- Ensina-me a Querer (1987)
- Otello (1986)
- Cobra (1986)
- Comando Delta (1986)
- O Massacre da Serra Elétrica 2 (1986)
- Expresso para o Inferno (1985)
- Desejo de Matar 3 (1985), produtor
- Louco de Amor (1985)
- As Aventuras de Hércules (1985)
- As Minas do Rei Salomão (1985)
- A Espada do Valente (1984)
- Os Amantes de Maria (1984)
- Breakdance (1984), produtor executivo
- Hércules (1983)
- Desejo de Matar 2 (1982), produtor
- O Amante de Lady Chatterley (1981)
- Operação Thunderbolt (1977)
- Arma Divina (1976)
- The Passover Plot (1976)
- A Casa da Rua Chelouche (1973)
- Rosa, Eu te Amo (1972)
- Sallah Shabati (1964), produtor